# Redmarley D'Abitot
Redmarley D'Abitot is een civil parish in het bestuurlijke gebied Forest of Dean, in het Engelse graafschap Gloucestershire.